# نزال العرموطي
محمد نزّال العرموطي (ولد في 16 من يوليو 1924 - توفي في 19 من أغسطس 2015) كان موظف حكومي ودبلوماسي وسياسي أردني. وكان محافظاً لعدد من المحافظات الأردنية بين عامي 1955 و1961. وشغل العرموطي فيما بعد منصب وزير الداخلية بين عامي 1964 و1965. وبعدها منصب سفير الأردن في الجزائر، والكويت، وليبيا، وتونس.

## الحياة المهنية
ولد العرموطي في 16 تموز 1924 في عمان. ارتاد مدرسة في عمان والسلط، ثم أكمل دراسته الجامعية في جامعة دمشق في سوريا وجامعة إكستر في المملكة المتحدة، وحصل على درجة البكالوريوس في الحقوق عام 1946. أصبح العرموطي أمينًا عامًا لوزارة الداخلية الأردنية في عام 1948. وشغل عدة مناصب أخرى في البيروقراطية قبل أن يبدأ سلسلة من إدارة المحافظات بين عامي 1955 و1961، بما في ذلك محافظة الخليل وإربد والكرك ومعان ونابلس والسلط.
وفي عام 1961 أصبح وكيل وزارة الداخلية. وشغل منصب وزير الداخلية بين عامي 1964 و1965. وفور توليه منصب وزير أصبح سفيراً للأردن في دول شمال إفريقيا الثلاث الجزائر وليبيا وتونس، حيث خدم في هذا المنصب حتى عام 1965، وبين عامي 1967 و1971 كان سفيرا للأردن في الكويت. تقاعد العرموطي لاحقًا في عام 1971 بعد فترة قضاها كرئيس للإدارة السياسية في وزارة الخارجية.
توفي محمد نزال العرموطي في 19 من أغسطس عام 2015.